# Laudo Arbitral de París

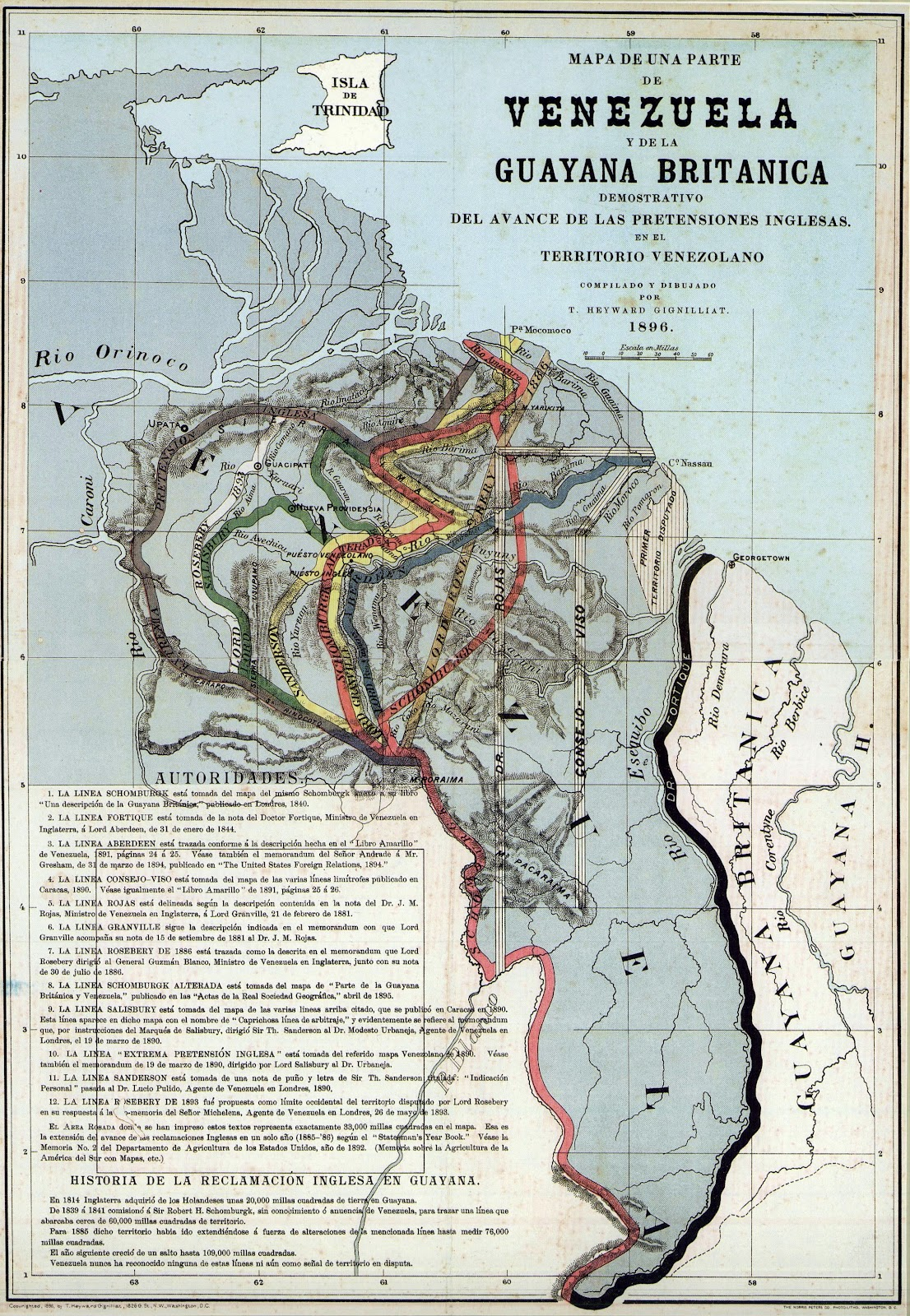
Mapa de 1896 de la Antigua Guayana Británica y las diversas líneas de límites trazadas que se discutieron en el Laudo Arbitral de París. Se muestran las máximas aspiraciones británicas y el río Esequibo que Venezuela considera como su frontera, la zona grisácea es el único territorio no reivindicado por Venezuela, mientras que una parte del sector oriental (Pirara) le fue despojado al Brasil de forma Ultra petita en el Laudo de París aunque le fue readjudicado una parte en otro Laudo Arbitral Inglaterra-Portugal en 1904.

El Laudo Arbitral de París del 3 de octubre de 1899 fue la sentencia emitida por un tribunal arbitral reunido en París, creado dos años antes según lo establecido en el Tratado Arbitral de Washington D. C. el 2 de febrero de 1897, en el cual Estados Unidos (en representación de Venezuela) por una parte y el Reino Unido (como propietario de la colonia de Guayana británica, actual República Cooperativa de Guyana) por la otra, habían convenido someter a arbitraje internacional la disputa sobre la frontera al oeste de la colonia británica y el este de la independiente Venezuela, como mecanismo de solución amistosa al diferendo territorial.
La posición venezolana partía de que la frontera debía ser línea media del río Esequibo en virtud del principio Uti possidetis iure (como poseías, seguirás poseyendo) por el cual le correspondía los territorios de la ex capitanía general de Venezuela al momento de su independencia en 1810, la cual, se alega, tenía como frontera este el río Esequibo. Sin embargo, la Real Cédula de 1777 no específica hasta dónde llega el territorio de la capitanía general de Venezuela, ni tampoco las Capitulaciones de las Provincias. En contraste, la posición de Reino Unido se basaba en un mapa de 1840 (aunque con algunas modificaciones posteriores) del naturalista prusiano  Robert Hermann Schomburgk cuya línea fronteriza llegaba hasta Punta Barima en las bocas del río Orinoco (en el actual estado Delta Amacuro) y los montes de Upata (en el actual estado Bolívar) abarcando un área aproximada de 203.310 km² al oeste de río Esequibo.
El dictamen fue favorable a Reino Unido al adjudicarle el territorio denominado por Venezuela como Guayana Esequiba de 159.500 km², al oeste del río Esequibo, aunque no en su máxima aspiración de abarcar hasta las bocas del río Orinoco y controlar su navegación. Venezuela inmediatamente protestó el laudo resuelto por el tribunal arbitral por considerar que habían existido vicios de nulidad en la decisión; sin embargo, no fue sino hasta 1962 cuando logró un avance tangible al denunciarlo ante la ONU, después del hallazgo de documentos que comprometieron la legalidad del mismo.[cita requerida]
La demanda venezolana fue admitida en el marco de la ONU, poniendo así en tela de juicio la validez del laudo.[cita requerida] Este evento conllevó a la firma del denominado Acuerdo de Ginebra, el 17 de febrero de 1966, entre ambas partes más la presencia del gobierno local de Guayana Británica, próxima a recibir la independencia, momento en el cual sustituiría a Reino Unido en la cuestión del diferendo territorial con Venezuela.
El aún vigente Acuerdo de Ginebra es en sí un procedimiento o acuerdo transitorio para llegar a un acuerdo final, por lo tanto, hasta no llegar a un arreglo práctico para una solución satisfactoria definitiva, como lo establece su texto, se mantiene el statu quo plasmado en el Laudo Arbitral de París en 1899, donde la autoridad de administración y ocupación permanece ligada al Reino Unido (poco después sucedido por la independiente Guyana) sobre toda el área que le adjudicó el dictamen de París y que desde entonces es reclamada por Venezuela. No obstante, se reconoce la salvaguarda de los derechos de soberanía venezolanos sobre dicha zona, por lo que ambos países se obligan a encontrar una solución concluyente, pacífica y honorable para las partes.
El diferendo territorial estuvo en manos del Secretario General de las Naciones Unidas en el marco del Acuerdo de Ginebra. Guyana sustituye a Reino Unido en la controversia con Venezuela el 26 de mayo de 1966, fecha en la que recibe la independencia de su antigua metrópoli, pocos meses después de la firma del mencionado acuerdo. Los  gobiernos de Guyana y Venezuela dispusieron utilizar los buenos oficios en la figura del Buen Oficiante cuya labor consistió en aproximar a ambos gobiernos para que éstos den con una solución satisfactoria para las partes. El último Buen Oficiante fue el jamaicano Norman Girvan, propuesto por ambos gobiernos y aceptado por el Secretario General de la ONU, quien falleció en abril de 2014. Se esperó que ambos gobiernos decidieran, junto al Secretario General de las Naciones Unidas, nombrarán un nuevo buen oficiante como ha sido tradicional desde 1982 o si, por el contrario, tomarían algún mecanismo alternativo del artículo 33 de la Carta de las Naciones Unidas sobre la solución pacífica de controversias, contemplado en el Acuerdo de Ginebra en su artículo IV, numeral 1. 
El 31 de enero de 2018 el Secretario General de la ONU, Antonio Guterres, anunció que trasladaría el diferendo territorial entre ambos estados a la CIJ (Corte Internacional de Justicia).

## Antecedentes

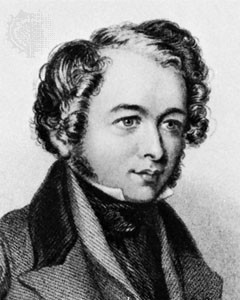
Naturalista prusiano Schomburgk

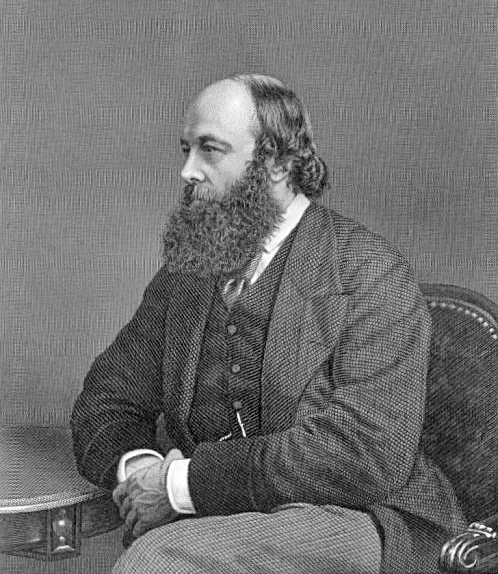
Primer Ministro británico Salisbury se oponía al Arbitraje en todas sus formas

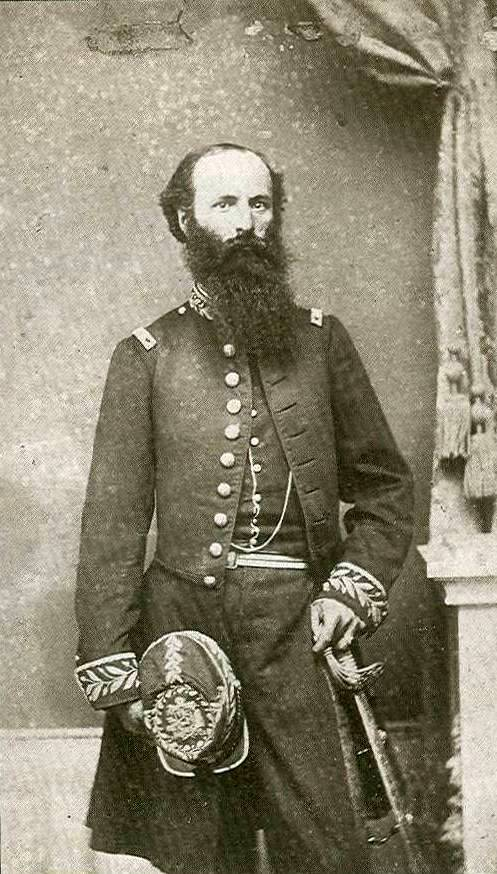
El presidente de Venezuela Guzmán Blanco rompió relaciones con Reino Unido en 1887

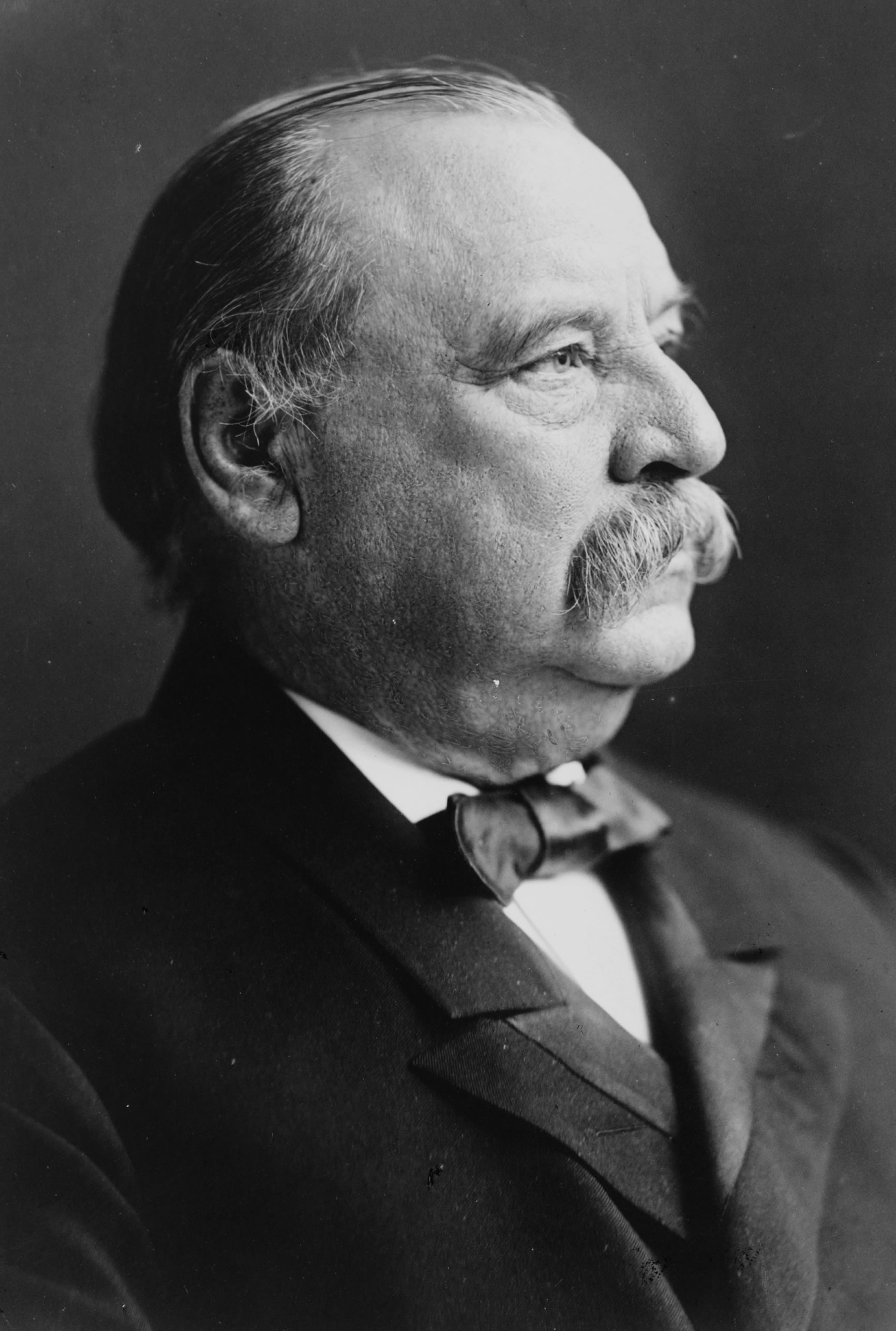
El presidente de EE.UU. Cleveland invocó la Doctrina Monroe

### Las líneas de los mapas de Robert Schomburgk
A partir de 1834, la frontera oriental venezolana empezó a sufrir modificaciones cuando el naturalista prusiano Robert Hermann Schomburgk realizó una arbitraria demarcación, llamada línea Schomburgk, que iba desde el río Moruca hasta el río Esequibo, esto es, 4.290 km². En 1839 el mismo Schomburgk trazó una segunda línea llamada Norte-Sur, avanzando 141.930 km² hacia territorio venezolano, al fijar un nuevo límite desde la desembocadura del río Amacuro hasta el monte Roraima y desde aquí hasta el nacimiento del río Esequibo. El propio naturalista atribuyó a las bocas del Orinoco una enorme "importancia política", la geopolítica de nuestros días, instando al gobierno británico a no abandonar Punta Barima, "que indudablemente es la llave de Colombia". Lo que hoy equivaldría a decir la "puerta de América del Sur".

### Acuerdo de 1850 entre Reino Unido y Venezuela
Venezuela inició en 1841 sus gestiones diplomáticas ante Gran Bretaña a través de su ministro en Londres, Alejo Fortique. Al siguiente año, este logró que se eliminaran los postes colocados por Schomburgk, y posteriormente se llegó al Acuerdo de 1850, mediante el cual ambos gobiernos se comprometieron a no ocupar el territorio en disputa que comprendía desde la línea trazada por Schomburgk hasta el río Esequibo. Este acuerdo se mantuvo vigente, a pesar de todas las circunstancias que se produjeron durante este período hasta que se firmó en 1897 el Tratado Arbitral.
Durante el gobierno del general Antonio Guzmán Blanco, el 13 de febrero de 1877, el doctor José María Rojas, ministro residente de Venezuela ante el gobierno de Gran Bretaña, escribe una nota al conde de Derby, planteándole la conveniencia de concertar un tratado de límites en base al río Esequibo.  Sugiere la idea de fijar una línea convencional, «para prevenir serias dificultades en el futuro, especialmente porque la Guayana está atrayendo la atención general del mundo, a causa de las inmensas riquezas que se descubren allí diariamente».  El ministro de Relaciones Exteriores, Raimundo Andueza Palacio, desaprueba una frase de dicha nota, en la que Rojas dice: «el Gobierno (de Venezuela) no intenta mantener la pretensión de llegar hasta el Esequibo».

### Ruptura de relaciones diplomáticas en 1887

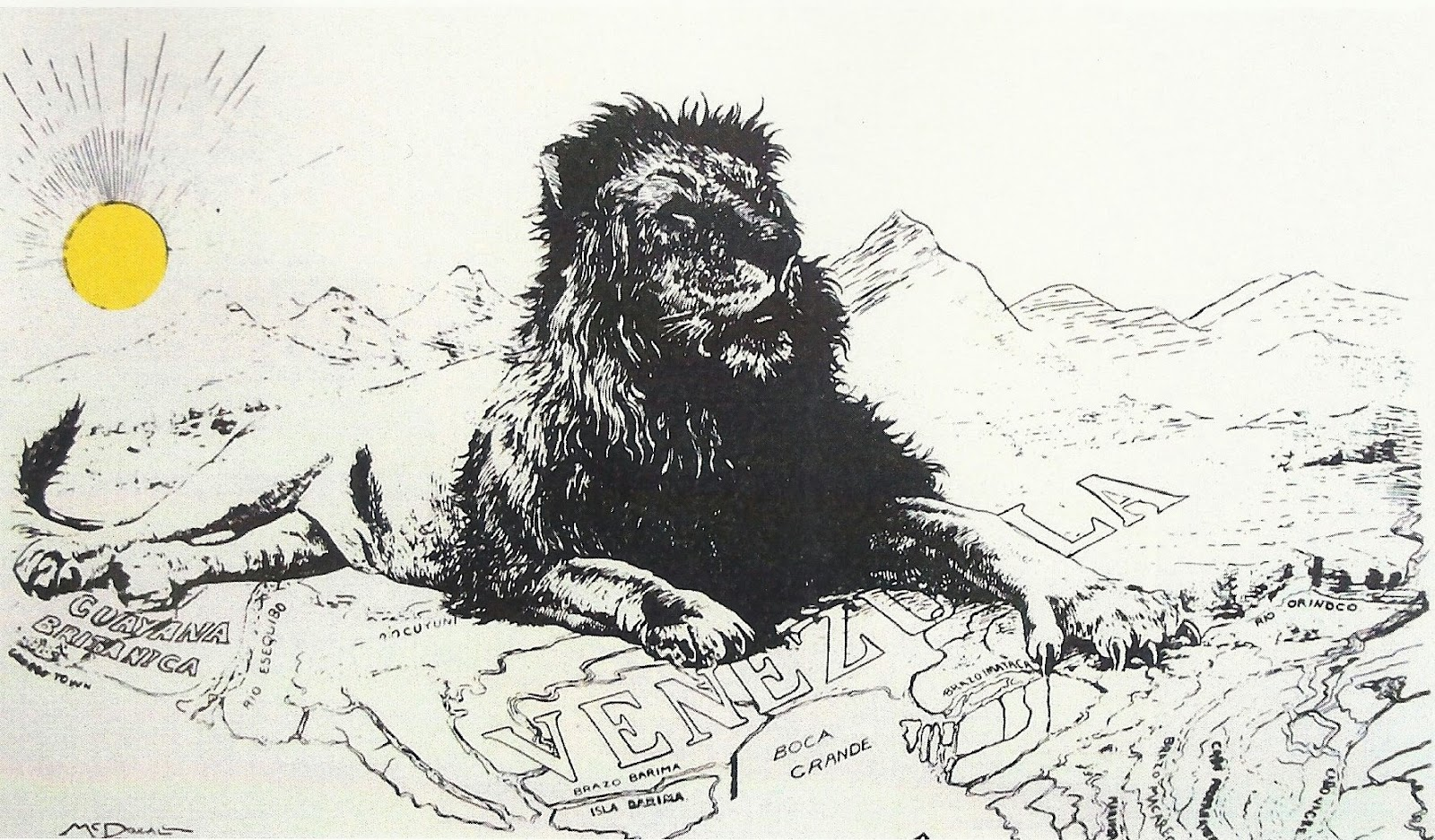
Caricatura de 1887. Avance británico por los ríos Barima, Amacuro, Yuruán y Cuyuni luego de la ruptura de relaciones diplomáticas.

El presidente  Guzmán Blanco, ampliamente informado por su comisionado Jesús Muñoz Tébar sobre la invasión a territorio venezolano por parte de los ingleses, exigió el 26 de enero de 1887 al gobierno británico el inmediato retiro de su gente desde las bocas del Orinoco hasta el río Pomerún, manteniendo así el statu quo de 1850. 
Gran Bretaña no aceptó esta intimación, en consecuencia el presidente venezolano rompió relaciones diplomáticas el 21 de febrero de 1887. Paralelamente a esta acción diplomática, Venezuela hizo un gran esfuerzo desde el punto de vista militar, por un lado para frenar el avance de Gran Bretaña, y por otro, para evitar una posible invasión del territorio, como se vislumbraba.

### Intervención del Gobierno estadounidense (Doctrina Monroe)
En 1895, Richard Olney, secretario de Estado del presidente de Estados Unidos para la época Grover Cleveland, considerando los "avances" británicos en tierra venezolana como verdaderas usurpaciones, justificaba la aplicación de la Doctrina Monroe, por tratarse de la agresión de una potencia europea contra un país americano. La nota de Olney se conoce con el nombre de Cañón de 20 pulgadas.
El propio Cleveland, en sesión extraordinaria del Congreso estadounidense, declaró el 17 de diciembre de 1895 que, al no aceptar el gobierno británico el arbitramento solicitado por Venezuela, los Estados Unidos investigarían exhaustivamente sobre los límites de los países en disputa y luego se opondrían "por todos los medios a su alcance, como a un ataque directo a sus derechos e intereses, a la apropiación por la Gran Bretaña de cualesquiera tierras, o al ejercicio de su autoridad en cualquier territorio que de la investigación resulte pertenecer por derecho a Venezuela"

### Tratado de Arbitraje de 1897

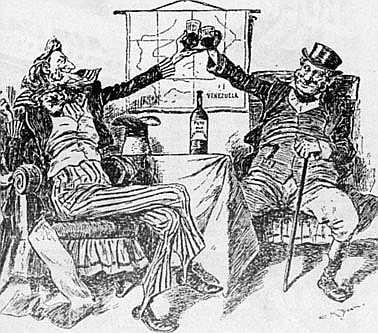
Caricatura de 1896 del convenio de EE. UU. y R.U. de ir al Arbitraje

La ruptura de relaciones entre Reino Unido y Venezuela no pasó de una mera acción diplomática sin otras consecuencias, pero la intervención de Estados Unidos en virtud de la Doctrina Monroe, "América para los americanos", la cual rechazaba cualquier intervención colonialista europea en el continente americano, obligaría a Gran Bretaña a reevaluar su renuncia a asistir a un Arbitraje internacional, el primer ministro británico Robert Salisbury era público oponente a este tipo de instrumentos.
Después del discurso del presidente Cleveland ante el Congreso de Estados Unidos el 17 de diciembre de 1895, —el cual fue catalogado por la prensa de la época como un cañón de 20 pulgadas, el de mayor calibre y alcance del momento y el de mayor poder destructivo—, surtió el efecto deseado de persuadir a Inglaterra a aceptar a ir a al Arbitraje y tomar en cuenta el reclamo de Venezuela, en caso contrario, tendrían que vérselas no con Venezuela sino directamente con los Estados Unidos.
Finalmente, en noviembre de 1896, Estados Unidos y Gran Bretaña llegarían a un acuerdo para hacer firmar a Venezuela, sin más alternativa, el Tratado de Arbitraje del 2 de febrero de 1897 en la ciudad de Washington D. C., capital de Estados Unidos. Según el artículo XIII del tratado, tanto Venezuela como Reino Unido considerarían el resultado del arbitraje como una "solución completa, perfecta y definitiva" a la disputa fronteriza.

## Mecanismo del arbitraje

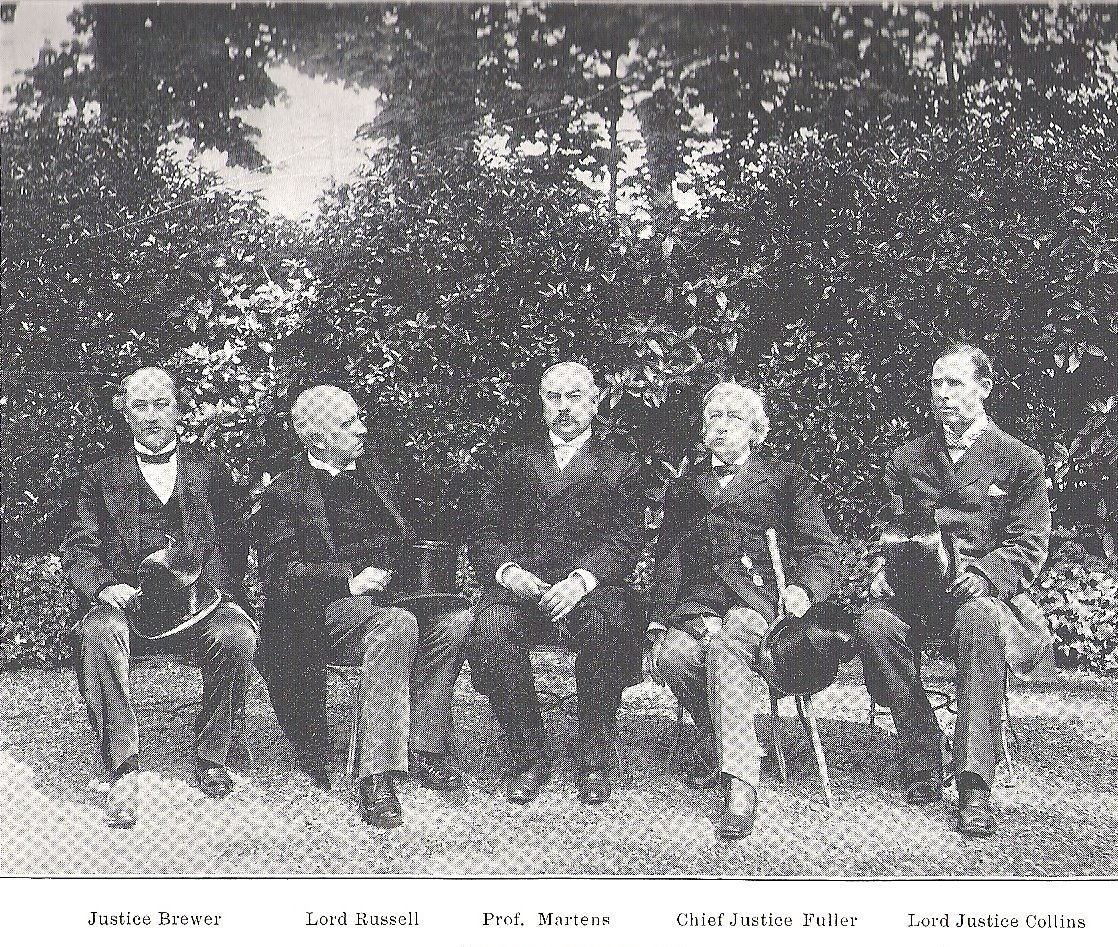
Representantes del Tribunal Arbitral de París de 1899 en el Boulevard Saint-Germain. (Izq. a Der.: Juez Brewer, Juez Lord Russell, Juez Prof. Martens (Presidente del Tribunal), Juez Fuller y Juez Lord Collins)

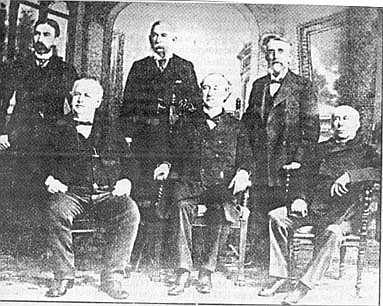
Comisión de fronteras creada por EE. UU. para el Tribunal Arbitral de París de 1899

Los acontecimientos previos conllevaron a la firma del Tratado de Arbitraje del 2 de febrero de 1897 en la ciudad de Washington D. C., entre Reino Unido y Venezuela. Sin embargo, el tratado careció de igualdad y justicia. Reino Unido fue renuente a negociar directamente con Venezuela, y en el Tratado logró que la representación de Venezuela en el Tribunal Arbitral que se constituiría quedara en manos de Estados Unidos. En consecuencia, el Tribunal estaría compuesto por ingleses, estadounidenses y una tercera parte imparcial, que sería un árbitro o juez elegido entre los anglosajones de Europa y América, lo cual en efecto dejaba a un lado a Venezuela en la participación.

### Integrantes del Tribunal Arbitral y abogados de las partes
El Tribunal del Arbitraje estuvo compuesto por cinco miembros, dos estadounidenses en representación de Venezuela, dos ingleses en representación de Reino Unido y el quinto miembro como parte imparcial.

#### Miembros del Tribunal Arbitral
Representantes de Venezuela (designados por  la Corte Suprema de los EE.UU. de América)
1. Melville Weston Fuller (miembro de la Corte Suprema de EE. UU. de América)
2. David Josiah Brewer (miembro de la Corte Suprema de EE. UU. de América)

Representantes de Reino Unido (designados por Reino Unido)
1. Sir Richard Henn Collins (inglés)
2. Barón Herschell (fallecido) (inglés), sustituido por Charles Barón Russel of Killowen (miembro del Consejo Privado de la Reina) (inglés)

Presidente del Tribunal (designado por los cuatro miembros anteriores)
1. Federik de Martens (ruso) (catedrático de las universidades británicas de Cambridge y Edimburgo y miembro permanente del Consejo del Ministerio de Relaciones Exteriores de Rusia, entonces Imperio ruso)

#### Abogados de la defensa de las partes
Por Venezuela
1. Severo Mallet Prevost (estadounidense), Abogado
2. Benjamín Harrison (estadounidense), Expresidente de EE. UU.
3. James Russell Soley (estadounidense)
4. Benjamín F. Tracy (estadounidense), exsecretario de Guerra de EE. UU.
5. José María Rojas (venezolano)

Por Reino Unido
1. Sir Richard E. Webster (inglés), procurador general
2. Sir Robert Reid (inglés), exprocurador general
3. G. R. Askwith (inglés)
4. S. A. Rowlatt (inglés)

### Sentencia unánime del Tribunal Arbitral
El 3 de octubre de 1899 el tribunal, por decisión unánime, falló a favor del Reino Unido luego de sesionar durante escasos seis días continuos de los tres meses que disponían según lo contemplaba el Tratado de Washington D. C. El fallo solo favoreció a Venezuela en conservar las bocas del río Orinoco y una porción de territorio adyacente a este, mientras que Reino Unido se le adjudicaría una gran porción al oeste de los mil kilómetros del río Esequibo, el cual posteriormente sería delimitado por una comisión mixta venezolano-británica.

## Después del arbitraje

### Sorpresa y protesta por el dictamen del Laudo[7]

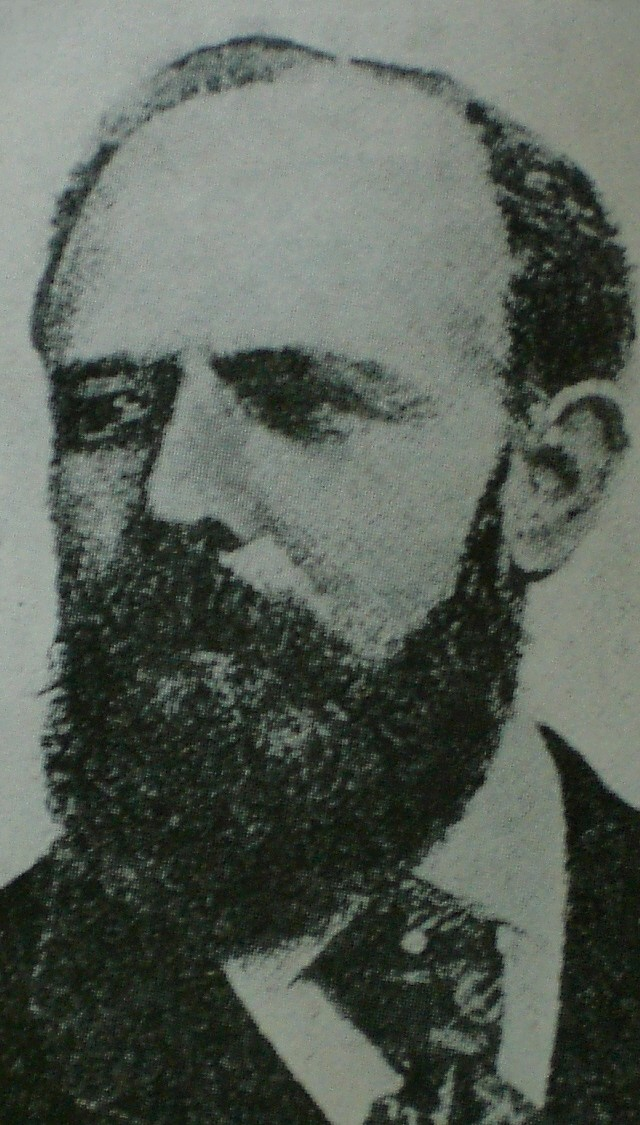
El presidente venezolano Ignacio Andrade, a pesar de la crisis por la que atravesaba su país, protestó cuatro días después de la decisión del tribunal

La sentencia fue considerada injusta para Venezuela por venezolanos, brasileños, franceses e incluso por propios ingleses.

#### En Venezuela
En nota dirigida a su gobierno el 4 de octubre de 1899 por el Dr. José María Rojas, Agente del Gobierno de Venezuela ante el Tribunal de Arbitraje, manifestaba su

“sorpresa inexplicable” por “el proceder del Presidente del Tribunal, señor De Martens”, y añadía: “lo que no podremos saber jamás es el motivo que haya tenido el Sr. De Martens para proceder así”.

El día 7 del mismo mes el presidente venezolano, Ignacio Andrade, hace pública protesta por la decisión del Tribunal Arbitral.[cita requerida]
La prensa venezolana de la época protestó vigorosamente contra la percepción de la injusticia del Laudo. Sin embargo, la situación de inestabilidad y crisis social, política, económica y militar por la que atravesaba este país en ese momento no permitió rebatir eficientemente lo que consideraba una injusticia en contra de Reino Unido que representaba la principal potencia colonialista e imperial de la época.
El periódico “The Times”, de Londres, publicaba una declaración formulada a la Agencia Reuter por los señores Mallet-Prevost y el expresidente Harrison, en la cual manifestaban los criterios no técnicos con los que se dirimió el Laudo.

"nada había en la historia de la controversia que explicase adecuadamente la línea fronteriza establecida en el Laudo."

#### En Gran Bretaña

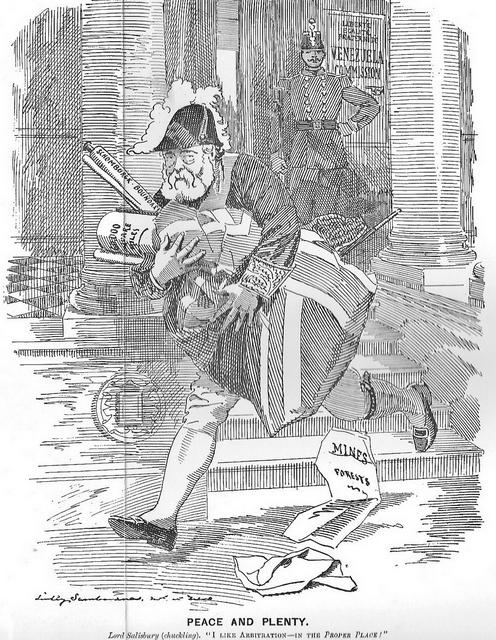
Lord Salisbury (riendo entre dientes) "Me gusta el arbitraje - ¡en el Lugar Apropiado!". Caricatura de la expresión de la sátira de los propios ingleses que muestran al primer ministro británico, Lord Salisbury (quien se oponía rotundamente a los laudos arbitrales), saliendo de la sala de sesiones con todo: la línea de Schomburgk, 60.000 millas cuadradas y las minas y bosques

Por su parte, la conocida revista humorística PUNCH, publicaba, a pocos días del Laudo de París, en la portada, una caricatura en la que aparecía  Lord Salisbury, primer ministro del Reino Unido de reconocida aversión por los Arbitrajes como mecanismo de solución de controversias que involucraran a Gran Bretaña, saliendo precipitadamente de la sala de sesiones, llevándose consigo los documentos del litigio, la línea Schomburgk y las minas y los bosques de las 60.000 millas cuadradas como si hubiesen sido arrebatadas a Venezuela, mientras en tono burlón exclamaba:

Lord Salisbury (chuckling) “I like arbitration – in the Proper Place!”  -
Lord Salisbury (riendo entre dientes) "Me gusta el arbitraje - ¡en el Lugar Apropiado!"

La revista inglesa Review of Reviews, añadía

“El territorio que el Laudo concedió a Venezuela no vale ni un billete de cinco libras”.

#### En el resto del mundo
Un escritor francés, considerando falta de motivación en la sentencia que dictó el tribunal arbitral dirigido por De Martens expresó:

"Si el arbitraje es en principio un llamado a la razón contra la fuerza, ¿puede la razón prescindir de las razones? (...) No se debe confundir el concepto de Tribunal Arbitral por el de Tribunal Arbitrario."

En 1907 Brasil, a través de su embajador ante la II Conferencia de Paz de La Haya, expresó al respecto que se había cometido una injusticia contra Venezuela, que también perjudicaba la territorialidad de Brasil. Así mismo, incluso antes del dictamen del Tribunal Arbitral, ya se había pronunciado ante el Gobierno de Reino Unido expresando que consideraba justa la reclamación venezolana, considerando que el mapa de Schomburgk era una simple carta cartográfica en su contenido y que perjudicaba tanto a Brasil como a Venezuela.

### Resultados derivados del Laudo

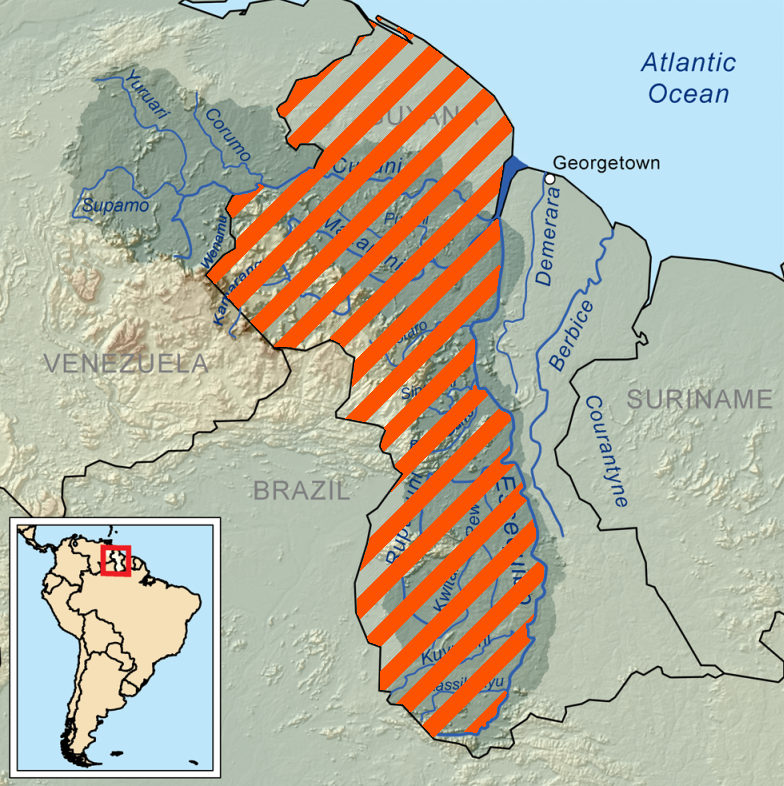
Guayana Esequiba, territorio adjudicado a Guayana Británica

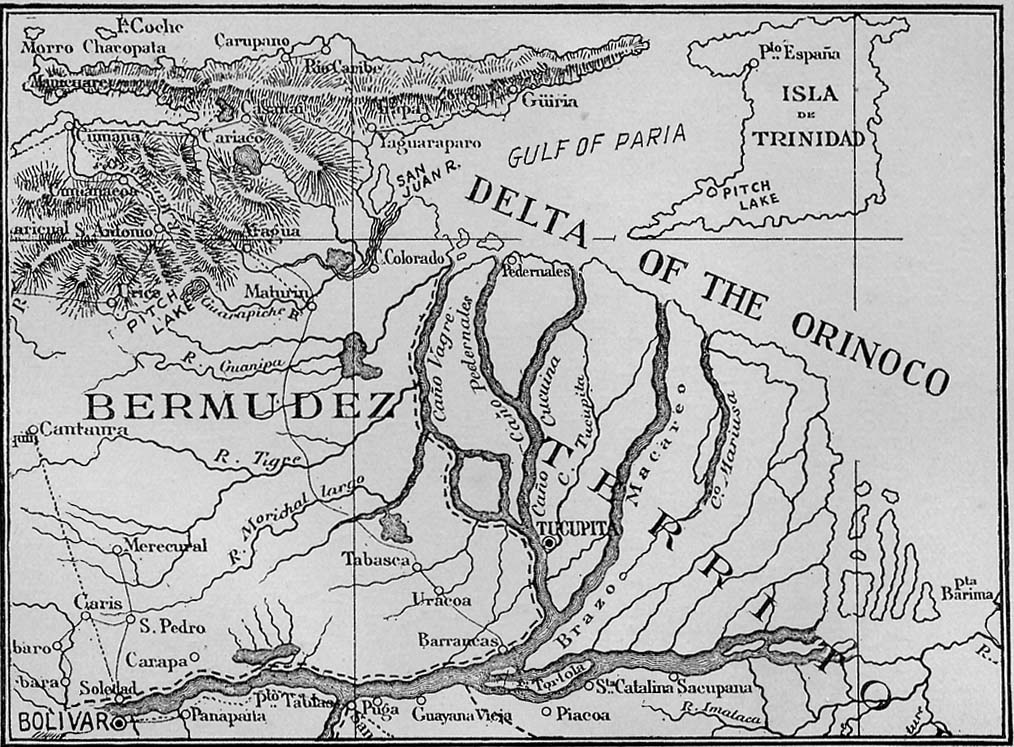
A pesar de la gran pérdida territorial, Venezuela conservó las bocas de río Orinoco

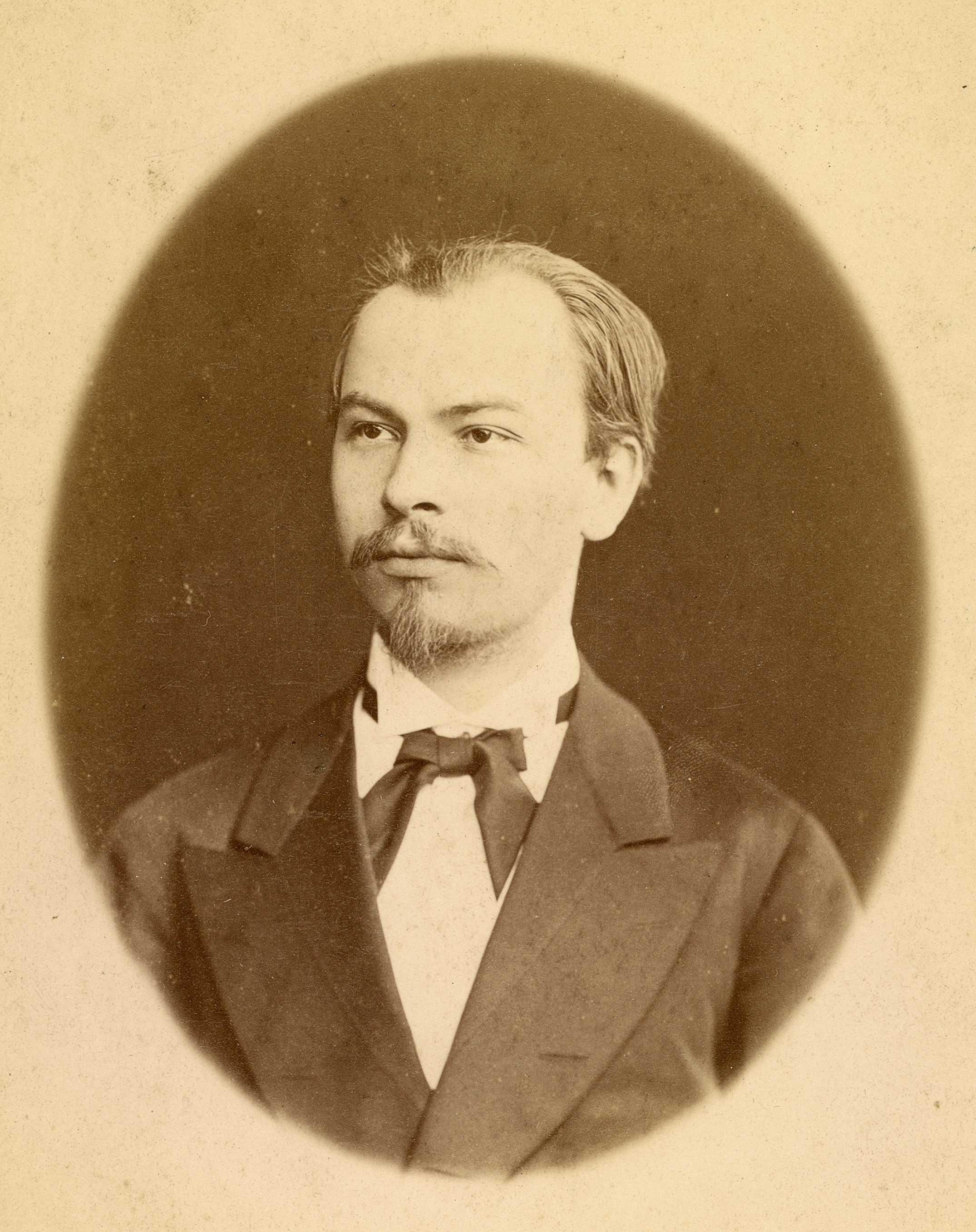
Fiódor Martens, Juez del Laudo logró un dictamen unánime

Brasil fue afectado en su territorio por el Arbitraje de 1899, lo que conllevó otro arbitraje en 1904

#### Situación británica
El resultado del arbitraje fue sorpresivo para Reino Unido, a pesar de no haberlo sido en su máxima aspiración. Logró el dominio de un territorio dos veces más grande del comprado a Países Bajos en 1814, de 20.000 millas cuadradas, con el cual se crea la Guayana Británica, al oeste del río Esequibo, teniendo desde entonces un territorio de 60.000 millas cuadradas rico en recursos míneros, hídricos y forestales.

#### Situación venezolana
Para Venezuela significó su renuncia a lo que su gobierno definía como derechos venezolanos y los consideró lleno de vicios de nulidad, sin embargo, se destaca que conservó su dominio visible sobre el Delta del Orinoco y una porción de territorio comprendida entre Upata y el río Caroní con el río Venamo y el cerro Roraima.

#### EE.UU. sustituye a Reino Unido en la supremacía en América a partir de 1897
La intervención de Estados Unidos en la disputa sobre la frontera entre Venezuela y Guayana Británica, logró en primer término que Inglaterra aceptase ir a un arbitraje, al cual en principio se oponía categóricamente, y en segundo término a transigir sobre su pretensión extrema del control del delta del río Orinoco. A partir de este momento se considera que el "león británico" cede al "águila yanqui"  el primer puesto en América (específicamente el norte de Suramérica y el área caribeña) con el que Estados Unidos comienza a erigirse como nueva potencia.

#### Fiodor Martens, el primer juez en lograr un dictamen por unanimidad en un Tribunal Arbitral
El juez y presidente del Tribunal Arbitral de París, Fiodor Martens, fue un respetado jurista de origen y cultura rusa —nacido en el actual territorio de Estonia pero que para entonces era parte del Imperio ruso— cuyo prestigio se acrecentó a partir del dictamen del Tribunal Arbitral de París, conocido como Laudo Arbitral de París. Sin embargo, en su rol como juez y presidente en el tribunal arbitral quedó en entredicho dado su inverosímil papel como parte imparcial.
Martens estaba notablemente vinculado con Gran Bretaña: fue profesor en dos universidades británicas y amigo personal de la reina de Inglaterra, percibía a Rusia e Inglaterra como potencias con una supuesta misión “civilizadora”, en su obra "Rusia e Inglaterra en Asia Central" (1878) afirmó que "Gran Bretaña y Rusia están destinados por la Providencia a ser las protectoras de los países bárbaros". Venezuela era considerada, al menos por los ingleses, como un país semi-bárbaro, una de las razones por las que en el Tratado Arbitral de Washington prefirieron negociar directamente con representantes anglosajones originarios de Estados Unidos y no con venezolanos a quienes consideraban indios bananeros con olor a trópico y hombres de color semibárbaros con quienes no podían discutir el tema en la misma mesa.[cita requerida]
Además de que su rol de parte imparcial quedaba en entredicho por su notoria vinculación previa con Inglaterra y su simpatía a las formas imperialistas y colonialistas británicas y rusas, durante los escasos días que se reunió el Tribunal Arbitral, le era cuestionado el haber aceptado ser el Juez-presidente de un tribunal donde una de las partes (Venezuela) no tenía representación directa y que ésta había recaído en tercer país (Estados Unidos) cuya vinculación y consonancia con su contraparte (Inglaterra) eran evidentes. Asimismo, hizo caso omiso a que la inclusión de Estados Unidos en el conflicto territorial apuntó en todo momento en salvaguardar los intereses propios de Estados Unidos en detrimento de los de su representada, Venezuela.
Todo pareció indicar que el jurista ruso se manejó de esta forma turbia porque perseguía, por sobre los principios del derecho, una decisión unánime en el Laudo la cual sería la primera en la historia y le redundaría en un mayor prestigio profesional y personal en la sociedad; en efecto, el Laudo Arbitral del París fue el primero en la historia resuelto por unanimidad. Casi medio siglo después se dio a conocer un documento que finalmente probaría el irregular proceder del jurista ruso durante las reuniones oficiales y extraoficiales del tribunal arbitral que derivó en un laudo amañado e improcedente con los principios del derecho internacional y de lo estipulado en el Tratado Arbitral de Washington de 1897 que reglamentaba el mecanismo del arbitraje.

#### Aspiraciones territoriales de Brasil
El 5 de mayo de 1859 Venezuela y Brasil celebraron un tratado para delimitar sus fronteras. Se convino que la cuenca hidrográfica del río Orinoco y del río Esequibo le serían reconocidas a Venezuela mientras que la cuenca hidrográfica del río Amazonas le sería reconocida a Brasil.

Art. 2º...
3º ...todas las aguas que corren al río Blanco queden perteneciendo al Brasil, y las que van al Orinoco a Venezuela, (...)  y las que corren al Esequibo, Cuyuní y Caroní a Venezuela...

El Laudo de 1899 adjudicó a Guayana Británica los ríos  Cotinga y  Tacutú (afluentes del río Blanco —"Rio Branco" en portugués— y este afluente del río Amazonas) y su cuenca hidrográfica al Este, lo que afectó directamente el territorio brasileño.

...y del monte Roraima a la fuente del Cotinga, y continuará por el medio de la corriente de este río hasta su unión con el Takutu, y seguirá el medio de la corriente del Takutu basta su fuente, y de este punto...

Pocos años después, en 1904, Reino Unido y Brasil resolverían en un arbitraje neutral la frontera entre Brasil y Guayana Británica sometiéndose a la decisión del rey de Italia. La frontera dejó de estar definida por el río Cotinga y pasó a ser desde entonces el río Ireng (más al Este) hasta su unión con el Tacutú. Brasil perdió parte de su territorio aunque conservó una porción aspirada por los ingleses.

### Publicación del documento que comprometería la validez del Laudo

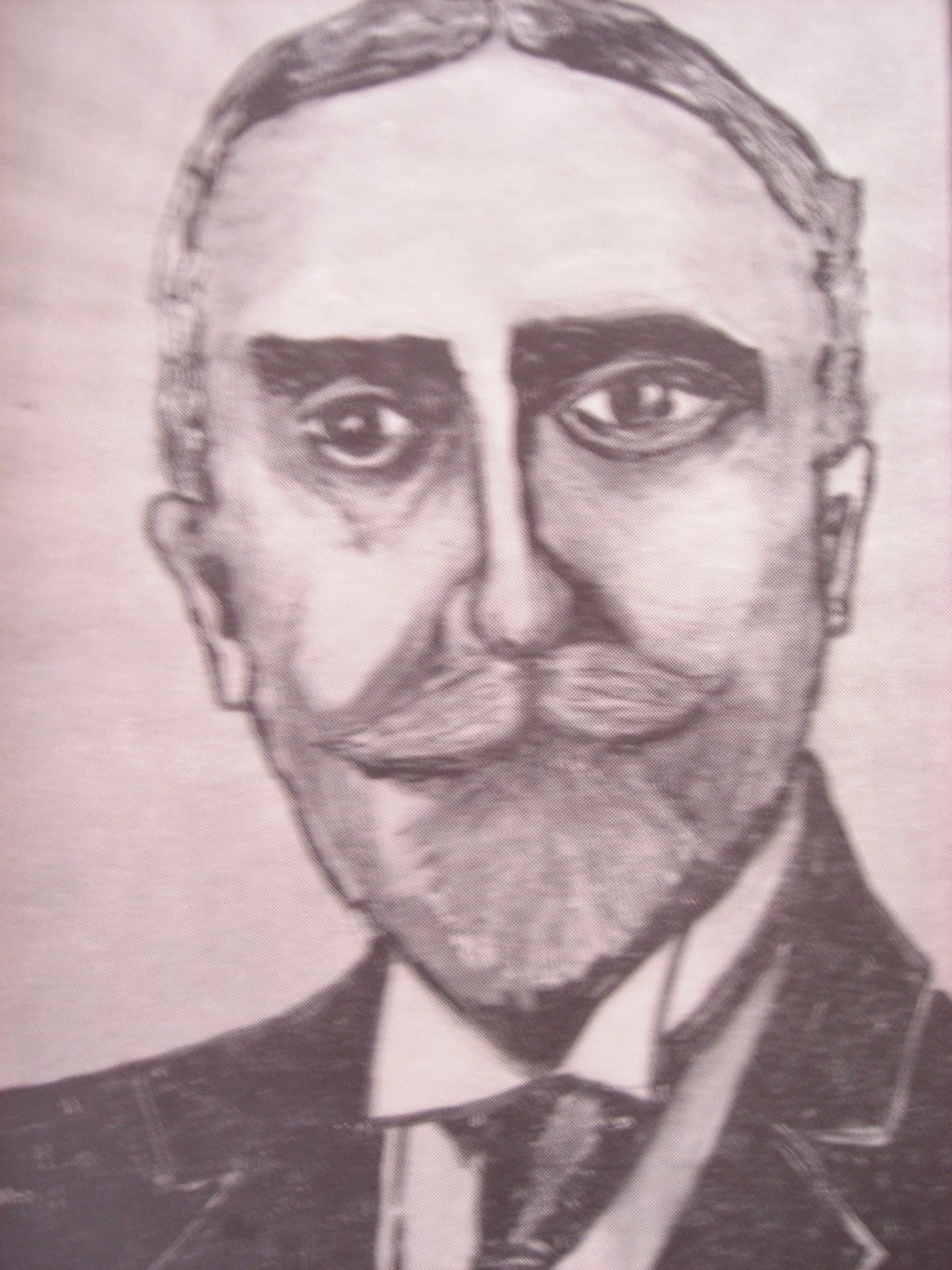
Severo Mallet-Prevost, abogado estadounidense de la defensa venezolana, escribió en 1944 un memorándum en el que detallaba que el Laudo fue un acuerdo entre el Imperio ruso y el Imperio británico.

Después de la muerte de Severo Mallet Prevost —uno de los abogados estadounidenses que integró la defensa de Venezuela en el laudo—, su representante legal Otto Schöenrich hace público en 1949, por expresa disposición de Prevost, un documento escrito por el propio Mallet Prevost en el año 1944, conocido como memorándum de Mallet-Prevost, en el cual considera que el Laudo Arbitral fue una componenda política, obra de la presión frente a la justicia, un compromiso de trastienda por el cual "tres jueces que tenían la mayoría dispusieron del territorio de Venezuela, porque los dos jueces británicos no estaban actuando como jueces, sino que lo hacían como hombres del gobierno, como abogados".
En el documento quedaría confirmado que Fiódor Martens deliberadamente no actuó como Juez imparcial, no se guio por los principios apegados al derecho ni de análisis técnico de las evidencias e incluso, según revela el documento, persuadió a una de las partes para que aceptasen una propuesta de solución de la controversia que él mismo había elaborado, alejada de las mismas normas contenidas en el Tratado Arbitral de 1897 y de los principios que rigen el derecho.
Este hallazgo dejaría al descubierto una componenda que se produjo con respecto a la decisión del Tribunal Arbitral de París. 
El documento serviría como base a Venezuela como uno de varios elementos para realizar una denuncia formal del Laudo ante el mundo en 1962.

#### Memorándum de Severo Mallet-Prevost
El documento revelaría lo siguiente:

“…Antes de ir a París, el juez Brewer [abogado norteamericano por Venezuela] y yo nos detuvimos en Londres, y estando allí el señor Henry White, Encargado de Negocios de los Estados Unidos, nos ofreció una pequeña comida a la cual fue invitado el Lord Justicia Mayor Russell [abogado británico]. ... en el curso de la conversación me aventuré a expresar que las decisiones de arbitrajes internacionales debían fundarse exclusivamente en consideraciones legales. Lord Russell respondió inmediatamente: "Estoy enteramente en desacuerdo con usted. Estimo que los arbitrajes internacionales deberían ser conducidos por vías más amplias y tomar en consideración cuestiones de política internacional". Desde aquel momento comprendí que no podíamos contar con Lord Russell para decidir la cuestión fronteriza sobre la base de estricto derecho.
Cuando nos reunimos en París... conocí a Lord Collins [abogado británico]. ... apareció claramente que Lord Collins estaba sinceramente interesado en darse cuenta completa de todos los hechos del caso y en determinar la Ley a éstos aplicable. ... toda su actitud y las numerosas preguntas que formuló eran críticas de las pretensiones británicas y daban la impresión de que se iba inclinando hacia el lado de Venezuela.
Después... los dos árbitros británicos regresaron a Inglaterra y llevaron consigo al señor Martens [abogado ruso, juez en el arbitraje]. Cuando reasumimos nuestros puestos... el cambio en Lord Collins era visible. ... Nos pareció (quiero decir, a la defensa de Venezuela) como si hubiera ocurrido algo en Londres para producir tal cambio.
... una tarde recibí un mensaje del Magistrado Brewer en el cual me decía que él y el Magistrado Fuller [abogado norteamericano por Venezuela] deseaban hablar conmigo. ...
... el Juez Brewer se levantó y me dijo muy excitado: "Mallet-Prevost, es inútil continuar por más tiempo esta farsa pretendiendo que nosotros somos jueces y usted abogado. El Magistrado Fuller y yo hemos decidido revelarle confidencialmente lo que acaba de pasar. Martens ha venido a vernos y nos informa que Russell y Collins están dispuestos a decidir en favor de la línea Schomburgk que, partiendo desde punta Barima en la costa, daría a Gran Bretaña el control de la boca principal del Orinoco; y si nosotros insistimos en comenzar la línea partiendo de la costa en el río Moroco, él se pondrá del lado de los británicos y aprobará la línea Schomburgk como la verdadera frontera". "Sin embargo -añadió- él, Martens, estaba ansioso de lograr una sentencia unánime, y si aceptáramos la línea que él propone, él obtendría la aquiescencia de Lord Russell y Lord Collins...". Lo que Martens proponía era que la línea... comenzara a cierta distancia al sudeste de punta Barima, de modo de dar a Venezuela el dominio de la boca del Orinoco...
Esto es lo que Martens ha propuesto. (...)Lo que tenemos que decidir es si aceptamos la proposición de Martens o suscribimos una opinión disidente. (...)Por lo que acababa de expresar el Magistrado Brewer y por el cambio que todos habíamos observado en Lord Collins, me convencí... que durante la visita de Martens a Inglaterra había tenido lugar un arreglo entre Rusia y Gran Bretaña... y que se había hecho presión, de un modo u otro, sobre Collins, a fin de que siguiera aquel camino. (...)Cuando revelé al general Harrison [consejero norteamericano] lo que acababa de pasar..., calificó la conducta de Gran Bretaña y Rusia en términos que es para mí inútil repetir. Su primera reacción fue la de pedir a Fuller y a Brewer que presentaran una opinión disidente, pero cuando se calmó y estudió el asunto desde un punto de vista práctico, me dijo: "... si algún día se supiera que estuvo en nuestras manos conservar la desembocadura del Orinoco para Venezuela y que no lo hicimos, nunca se nos perdonaría. Lo que Martens propone es inicuo, pero no veo cómo Fuller y Brewer puedan hacer otra cosa que aceptar".
Estuve de acuerdo con el general Harrison y así lo hice saber a los magistrados... La decisión del tribunal fue, en consecuencia, unánime; pero, si bien es cierto que dio a Venezuela el sector en litigio más importante desde un punto de vista estratégico, fue injusta para Venezuela y la despojó de un territorio muy extenso e importante sobre el cual la Gran Bretaña no tenía, en mi opinión, la menor sombra de derecho…
…lo anterior ha sido dictado por mí el 8 de febrero de 1944…."
Otto Schoenrich
Miembro de la firma Curtis, Mallet Prevost, Colt & Mosle
de Nueva York

### Venezuela denuncia la decisión del Tribunal Arbitral ante la ONU en 1962

Organización de Naciones Unidas.

Mapa de Venezuela (1965-2006) con la Guayana Esequiba anexada.

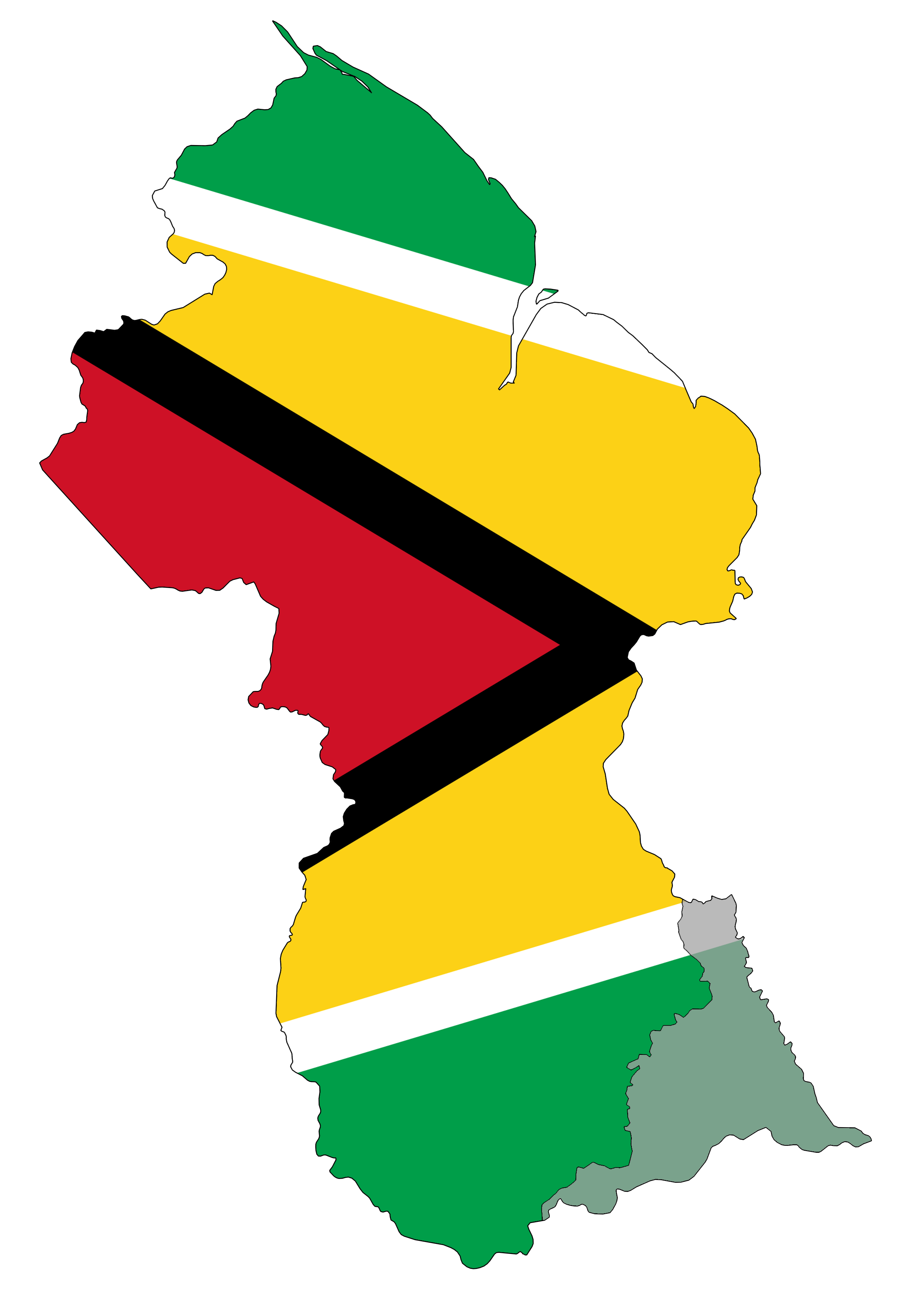
Mapa de Guyana con la Guayana Esequiba anexada, la cual administra de facto.

El 12 de noviembre de 1962, el ministro de Relaciones Exteriores de Venezuela, Marcos Falcón Briceño, hace una exposición en la Comisión de Política Especial de la Asamblea General de la Organización de Naciones Unidas (ONU), para denunciar el Laudo Arbitral alegando componenda y vicios de nulidad justificativos de un despojo. En su exposición recalca que Venezuela considera nulo e írrito (inexistente) el Laudo Arbitral debido a lo que se conoce en derecho internacional como actos contrarios a la buena fe acaecidos por parte del gobierno británico y de los integrantes del tribunal.
Argumentos de Venezuela sobre los vicios de nulidad del Laudo:
- Exceso de poder (ultra petita), por decretar libertad de navegación sobre los ríos Amacuro y Barima, lo que de acuerdo al Derecho Internacional, invalida cualquier laudo arbitral.
- Presentación de mapas adulterados, según Venezuela, por parte de Gran Bretaña en el Tribunal Arbitral.
- Ausencia de Motivación en la Decisión arbitral.
- El Tribunal otorgó 17.604 km² a Gran Bretaña reconocidos como venezolanos por el propio gobierno británico.
- La línea fronteriza supuestamente fue impuesta a los jueces por el gobierno británico.
- El Presidente del Tribunal arbitral coaccionó a los jueces para aceptar la demarcación británica.
- Esta demarcación fue una "componenda", así lo calificaron algunos funcionarios británicos, según Venezuela.
- Venezuela fue engañada y el Reino Unido actuó en modo contrario a la buena fe del derecho internacional.
- Venezuela fue informada luego de que el Laudo Arbitral tomara las decisiones.
- Componenda de los países miembros del Tribunal arbitral.

Para los británicos el argumento venezolano era insostenible porque:
- Todos aquellos que participaron en el laudo arbitral ya habían muerto.
- Venezuela había aceptado el laudo arbitral como "un arreglo pleno, hecho y derecho y conclusivo".
- El estudio de los documentos reveló, según los británicos, que Venezuela no tenía una razón válida.
- Venezuela no intentó demostrar sus razones para invalidar el Laudo Arbitral.

Cuando Gran Bretaña decide conceder la independencia a la Guayana Británica dentro de la Commonwealth el 26 de mayo de 1966, denominándose a partir de entonces como Guyana, ésta sería Estado parte, tal como lo establece el artículo 7 del Acuerdo de Ginebra. Por ello Guyana ratificó el Acuerdo de Ginebra el mismo día de su independencia, reconociendo de esta forma la reclamación venezolana sobre el territorio al margen occidental del río Esequibo.

### Acuerdo de Ginebra
Luego de la denuncia de Venezuela del Laudo el 12 de noviembre de 1962, el representante de Reino Unido mostró sus alegatos concerniente a la denuncia del país suramericano. Cuatro días después de la denuncia venezolana, la ONU emite una declaración donde los gobiernos de Venezuela, Reino Unido y el de su colonia de Guayana Británica, iniciarán una revisión de la documentación de cada una de las partes relativas al asunto:

Declaración del Presidente de la Comisión Política Especial, XVII Período de Sesiones de la Asamblea General de la ONU, el 16 de noviembre de 1962
(...) Los representantes de los Gobiernos del Reino Unido y de Venezuela me han autorizado para informar a la Comisión que, (...) en completo acuerdo con el (Gobierno) de la Guayana Británica, en que los tres Gobiernos examinarán la documentación en poder de todas las partes y relativa a este asunto. Con este propósito, procederán a hacer los arreglos necesarios por la vía diplomática. (...)

Tengo entendido que las partes interesadas informarán a las Naciones Unidas sobre los resultados de estas conversaciones.

En un comunicado conjunto de Venezuela y el Reino Unido del 7 de noviembre de 1963, se informa de los avances de la cuestión convenida. Venezuela ya ha examinado la documentación proporcionada por el Reino Unido y acuerdan una reunión en Caracas donde, a su vez, Venezuela mostrará los documentos de sus archivos a Reino Unido concerniente a la cuestión territorial:

Comunicado Conjunto del Ministro de Relaciones Exteriores de Venezuela y el Secretario de Asuntos Exteriores del Reino Unido, Londres, 07 de noviembre de 1963
(...) Los expertos venezolanos han examinado ya parte de la documentación disponible en Londres. Como siguiente etapa los Ministros de Relaciones Exteriores acordaron que el experto británico, quien actúa también en nombre del Gobierno de la Guayana Británica, irá en breve a Caracas a examinar la documentación disponible en los archivos venezolanos. (...) El texto del presente comunicado será dado a conocer al Secretario General de las Naciones Unidas.

Londres, 7 de noviembre de 1963.

Una delegación venezolana viaja a Londres y durante los meses de febrero y mayo del año 1964, le fue presentado al Reino Unido en conversaciones entre expertos durante 15 sesiones, un informe respaldados con los documentos en poder de Venezuela. El informe contiene 44 puntos detallados de los argumentos venezolanos, pero en su resumen se extrae:

(...)Resumen de Conclusiones
En suma, como resultado del examen tripartito de la documentación que se acaba de exponer suscintamente, la cual respalda cada una de las afirmaciones aquí contenidas y fue presentada a Gran Bretaña, Venezuela ha llegado a las siguientes conclusiones:
1. Venezuela tuvo que aceptar el Tratado de Arbitraje de 1897 bajo presión indebida por parte de los Estados Unidos y la Gran Bretaña, los cuales negociaron las bases del compromiso con exclusión del Gobierno venezo-lano, al cual se le dieron explicaciones que lo indujeron a error.
2. Venezuela fue de tal manera preterida que Estados Unidos y Gran Bretaña acordaron desde el comienzo de la negociación que ningún jurista venezolano habría de formar parte del Tribunal de Arbitraje.
3. Aun cuando sustanciales reservas venezolanas al Tratado no fueron tomadas en cuenta por los más directos negociadores del mismo, Venezuela interpretó el compromiso arbitral en el sentido de que la decisión del Tribunal debía ser de estricto derecho.
4. El llamado Laudo del 3 de octubre de 1899 es nulo. Esta nulidad se fundamenta:
a) En la falta de motivación de la decisión.
b) En que los árbitros no tuvieron en cuenta, para dictar su fallo, las reglas de derecho aplicables y, en particular, el principio del Utis Possidetis Juris; y tampoco hicieron esfuerzo alguno de investigación en lo que concierne a los territorios que pertenecían, sea a los Países Bajos, sea al Reino de España, para la época de la llamada adquisición (Art. III del Tratado de Arbitraje).
c) En que los árbitros no decidieron cómo debía computarse el plazo de 50 años de prescripción, ni lo aplicaron según lo acordado en el Tratado de Arbitraje.
d) Sin que estuvieran facultados para ello por el compromiso arbitral, los árbitros establecen y reglamentan en su sentencia la libre navegación de dos ríos fronterizos, y por cierto en contra de Venezuela.
e) El hecho de que el llamado Laudo fue efecto de un compromiso diplomático explica que los árbitros no tomaran en cuenta las reglas de derecho contenidas en el Tratado Arbitral. Los documentos contemporáneos, mientras revelan que los árbitros eran conscientes de ello, confirman el hecho al que califican de "componenda y farsa."
5. Los representantes de Gran Bretaña presentaron al Tribunal de Arbitraje mapas a los que se atribuían decisiva importancia, los cuales habían sido adulterados en el Colonial Office.
6. La línea del llamado Laudo había sido preparada en el Colonial Office en el mes de julio de 1899, o sea con varios meses (la antelación respecto de la sentencia). Esta línea de frontera fue impuesta a los árbitros americanos por el Presidente del Tribunal, el profesor ruso de Martens, por medio de la coacción.
7. Venezuela nunca ha dado asentimiento al llamado Laudo del 3 de octubre de 1899. La participación de Venezuela en la demarcación de la frontera revistió un carácter puramente técnico. A ello fue forzado el país por circunstancias para él insuperables. Tanto el Gobierno como el pueblo venezolano, en cuanto y como les fue posible, pro-testaron el llamado Laudo de 1899.
Caracas, 18 de marzo de 1965
Hermann González Oropeza, S.J. Pablo Ojer, S.J.

La confrontación de informes y de documentos de expertos de ambas partes resultó en el Acuerdo de Ginebra del 17 de febrero de 1966, instrumento aún vigente mediante el cual se obligan ambas partes a encontrar un acuerdo práctico para una solución satisfactoria a la controversia.

Extracto del Acuerdo de Ginebra
(...)
CONVENCIDOS:
De que cualquiera controversia pendiente entre Venezuela por una parte, y el Reino Unido y Guayana Británica por la otra, perjudicaría tal colaboración y debe, por consiguiente, ser amistosamente resuelta en forma que resulte aceptable para ambas partes; de conformidad con la Agenda que fue convenida para las conversaciones gubernamentales relativas a la controversia entre Venezuela y el Reino Unido sobre la frontera con Guayana Británica, según el Comunicado Conjunto del 7 de noviembre de 1963, han llegado al siguiente Acuerdo para resolver la presente controversia:(...)

Asimismo, hacen del conocimiento de la ONU del mecanismo acordado:

Comunicado Conjunto del Ministro de Relaciones Exteriores de Venezuela, el Secretario de Asuntos Exteriores del Reino Unido y del Primer Ministro de la Guayana Británica, Ginebra, 17 de febrero de 1966
(...)
Como consecuencia de las deliberaciones se suscribió un Acuerdo cuyas estipulaciones permitirán llegar a la solución definitiva de estos problemas.

Los Gobiernos han convenido en elevar el texto de dicho Acuerdo al conocimiento del Secretario General de las Naciones Unidas.(...)